# Bradbury Building

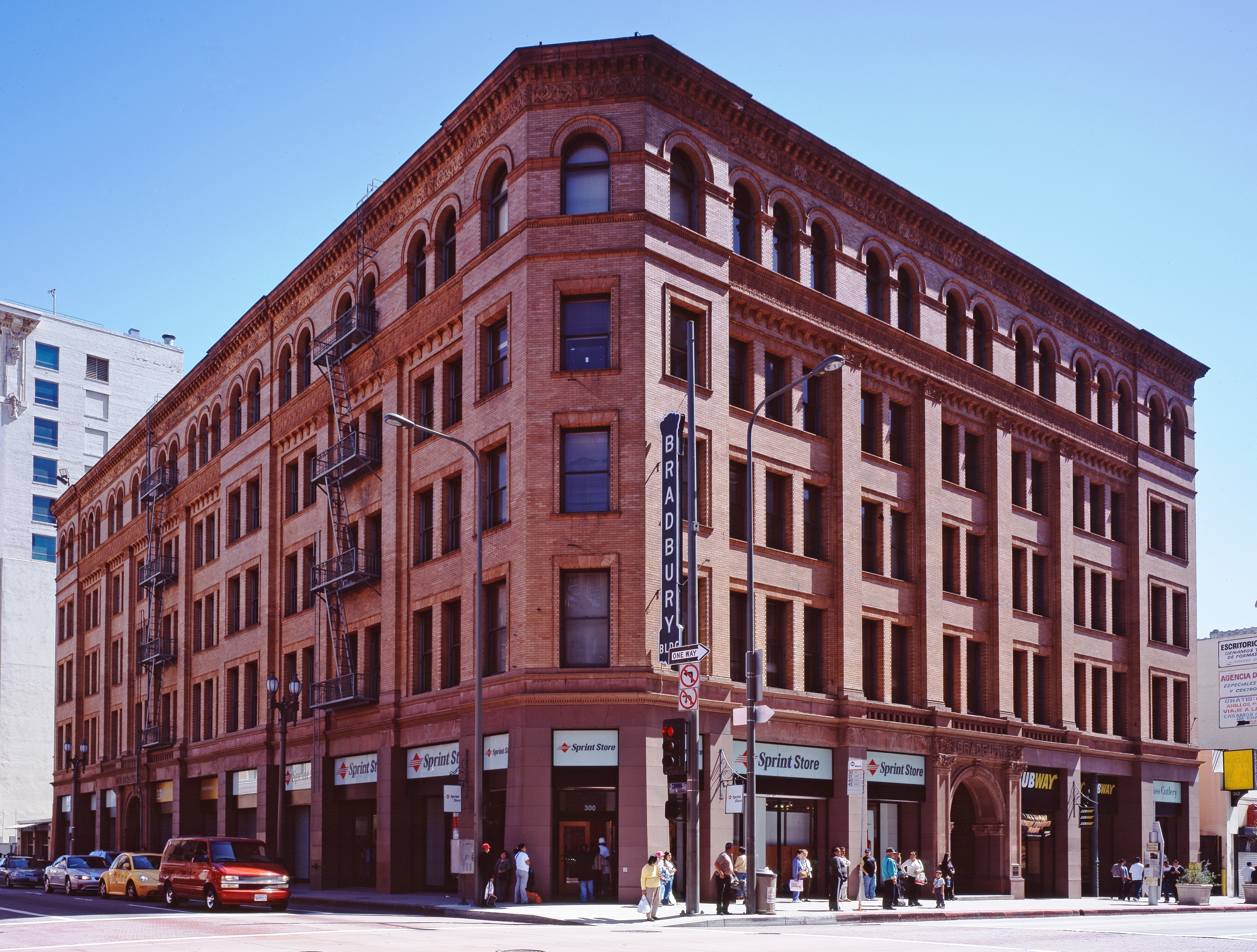
De gevels van het Bradbury Building.

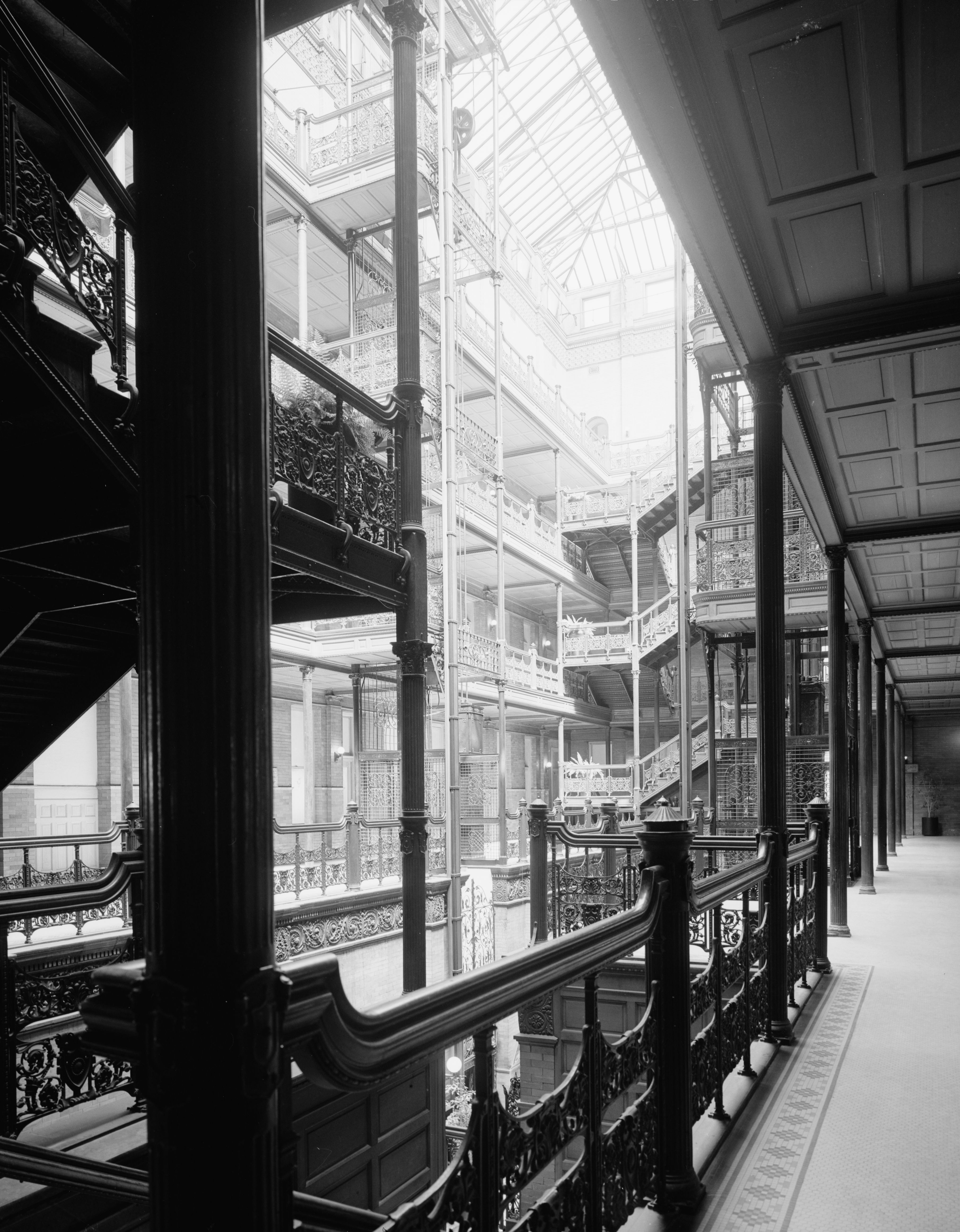
Binnenplaats met gietijzeren trappen.

Het Bradbury Building is een historisch bouwwerk in downtown Los Angeles (Californië). Het werd gebouwd in 1893 in opdracht van de mijnbouwmiljonair Lewis L. Bradbury en het werd ontworpen door architect George Wyman. Het gebouw bevindt zich op de hoek van South Broadway en 3rd Street en is al meermaals gebruikt als de locatie van films, televisieopnames en videoclips.

## Architectuur
De gevels zijn ontworpen in een Italiaanse neorenaissance-stijl met bruine bakstenen, zandsteen en terracotta panelen. Die zogenaamde "commercial Romanesque Revival"-stijl was op dat moment erg gangbaar aan de Amerikaanse oostkust.
Het Bradbury Building is echter vooral van belang om de binnenkant. Wymans ontwerp werd beïnvloed door Looking Backward (1887), een utopie van Edward Bellamy waarin het doorsnee handelspand beschreven wordt als "een enorme hal vol licht, niet alleen vanuit de ramen aan de zijkanten, maar ook vanuit de koepel, die zich honderd voet hoger bevond... De muren en plafonds hadden fresco's in zachte kleuren, erop berekend te verzachten zonder het overvloedige licht in het interieur te absorberen." Het Bradbury Building heeft dan ook een natuurlijk verlichte binnenhof met geglazuurde bakstenen, gietijzer, tegels, marmer en fijn hout. De binnenplaats krijgt overvloedig natuurlijk licht van boven door een glazen dak. Er zijn kooiliften met smeedijzeren decoratieve grilles die tot op de vierde verdieping gaan.
In 1962 werd het gebouw erkend als Los Angeles Historic-Cultural Monument en in 1971 werd het op het National Register of Historic Places geplaatst. Op 5 mei 1977 volgde de erkenning als National Historic Landmark.